# Dolné Vestenice
Dolné Vestenice és un poble i municipi d'Eslovàquia que es troba a la regió de Trenčín. La primera menció escrita de la vila es remunta al 1349.

## Demografia
| Godina             | 1994 | 2004   | 2014   | 2024   |
| ------------------ | ---- | ------ | ------ | ------ |
| Nombre de persones | 2704 | 2686   | 2593   | 2374   |
| Diferència         |      | −0,66% | −3,46% | −8,44% |

| Godina             | 2023 | 2024   |
| ------------------ | ---- | ------ |
| Nombre de persones | 2388 | 2374   |
| Diferència         |      | −0,58% |